# Campeonato Mundial de Voleibol Feminino de 2018
O Campeonato Mundial de Voleibol Feminino de 2018 foi a 18ª edição da principal competição organizada pela Federação Internacional de Voleibol (FIVB). Sendo realizado pela quinta vez na história no Japão, ocorreu no período entre 29 de setembro a 20 de outubro, e reuniu 24 países na disputa do título.
Pela primeira vez desde a introdução das finais em 1978, o título foi decidido entre duas seleções europeias. A Sérvia sagrou-se campeã de forma inédita ao superar a Itália por 3 sets a 2.

## Locais
| Grupo A, Final     | Grupo B                            | Grupo C                           | Hamamatsu Sapporo Nagoia Osaka Yokohama KobeCampeonato Mundial de Voleibol Feminino de 2018 (Japão) |
| ------------------ | ---------------------------------- | --------------------------------- | --------------------------------------------------------------------------------------------------- |
| Yokohama           | Sapporo                            | Kobe                              | Hamamatsu Sapporo Nagoia Osaka Yokohama KobeCampeonato Mundial de Voleibol Feminino de 2018 (Japão) |
| Yokohama Arena     | Hokkaido Prefectural Sports Center | Kobe Green Arena                  | Hamamatsu Sapporo Nagoia Osaka Yokohama KobeCampeonato Mundial de Voleibol Feminino de 2018 (Japão) |
| Capacidade: 12 000 | Capacidade: 8 000                  | Capacidade: 6 000                 | Hamamatsu Sapporo Nagoia Osaka Yokohama KobeCampeonato Mundial de Voleibol Feminino de 2018 (Japão) |
|                    |                                    |                                   | Hamamatsu Sapporo Nagoia Osaka Yokohama KobeCampeonato Mundial de Voleibol Feminino de 2018 (Japão) |
| Grupo D            | Grupo E, G, H                      | Grupo F                           | Hamamatsu Sapporo Nagoia Osaka Yokohama KobeCampeonato Mundial de Voleibol Feminino de 2018 (Japão) |
| Hamamatsu          | Nagoia                             | Osaka                             | Hamamatsu Sapporo Nagoia Osaka Yokohama KobeCampeonato Mundial de Voleibol Feminino de 2018 (Japão) |
| Hamamatsu Arena    | Nippon Gaishi Hall                 | Osaka Municipal Central Gymnasium | Hamamatsu Sapporo Nagoia Osaka Yokohama KobeCampeonato Mundial de Voleibol Feminino de 2018 (Japão) |
| Capacidade: 8 200  | Capacidade: 10 000                 | Capacidade: 8 000                 | Hamamatsu Sapporo Nagoia Osaka Yokohama KobeCampeonato Mundial de Voleibol Feminino de 2018 (Japão) |
|                    |                                    |                                   | Hamamatsu Sapporo Nagoia Osaka Yokohama KobeCampeonato Mundial de Voleibol Feminino de 2018 (Japão) |

## Qualificatórias

### Equipes participantes
| Confederação                     | Seleção              | Classificada como           | Data em que a classificação foi assegurada | Aparições | Aparições consecutivas | Última aparição | Melhor resultado anterior                          |
| -------------------------------- | -------------------- | --------------------------- | ------------------------------------------ | --------- | ---------------------- | --------------- | -------------------------------------------------- |
| AVC (4 vagas + país-sede)        | Japão                | País-sede                   | 7 de abril de 2016                         | 16        | 16                     | 2014            | Campeã (1962, 1967 e 1974)                         |
| AVC (4 vagas + país-sede)        | China                | 1º lugar do grupo A         | 23 de setembro de 2017                     | 14        | 12                     | 2014            | Campeã (1982 e 1986)                               |
| AVC (4 vagas + país-sede)        | Cazaquistão          | 2º lugar do grupo A         | 24 de setembro de 2017                     | 4         | 4                      | 2014            | 15º lugar (2014)                                   |
| AVC (4 vagas + país-sede)        | Coreia do Sul        | 1º lugar do grupo B         | 23 de setembro de 2017                     | 12        | 1                      | 2010            | 3º lugar (1967 e 1974)                             |
| AVC (4 vagas + país-sede)        | Tailândia            | 2º lugar do grupo B         | 23 de setembro de 2017                     | 5         | 3                      | 2014            | 13º lugar (1998 e 2010)                            |
| CEV (8 vagas)                    | Rússia               | 1º lugar do grupo A         | 3 de junho de 2017                         | 17        | 13                     | 2014            | Campeã (1952, 1956, 1960, 1970, 1990, 2006 e 2010) |
| CEV (8 vagas)                    | Sérvia               | 1º lugar do grupo B         | 28 de maio de 2017                         | 5         | 4                      | 2014            | 3º lugar (2006)                                    |
| CEV (8 vagas)                    | Turquia              | 1º lugar do grupo C         | 4 de junho de 2017                         | 4         | 4                      | 2014            | 6º lugar (2010)                                    |
| CEV (8 vagas)                    | Itália               | 1º lugar do grupo D         | 4 de junho de 2017                         | 11        | 11                     | 2014            | Campeã (2002)                                      |
| CEV (8 vagas)                    | Azerbaijão           | 1º lugar do grupo E         | 3 de junho de 2017                         | 4         | 2                      | 2014            | 9º lugar (1994)                                    |
| CEV (8 vagas)                    | Alemanha             | 1º lugar do grupo F         | 4 de junho de 2017                         | 15        | 12                     | 2014            | 4º lugar (1974 e 1986)                             |
| CEV (8 vagas)                    | Países Baixos        | 1º lugar do grupo G         | 26 de agosto de 2017                       | 14        | 8                      | 2014            | 7º lugar (1998)                                    |
| CEV (8 vagas)                    | Bulgária             | 2º lugar do grupo G         | 26 de agosto de 2017                       | 12        | 2                      | 2002            | 4º lugar (1952)                                    |
| CSV (2 vagas)                    | Brasil               | Campeão sul-americano       | 11 de agosto de 2017                       | 16        | 13                     | 2014            | Vice-campeã (1994, 2006 e 2010)                    |
| CSV (2 vagas)                    | Argentina            | Vencedora do qualificatório | 15 de outubro de 2017                      | 6         | 2                      | 2002            | 8º lugar (1960)                                    |
| NORCECA (6 vagas + atual campeã) | Estados Unidos       | Atual campeão               | 12 de outubro de 2014                      | 16        | 14                     | 2014            | Campeã (2014)                                      |
| NORCECA (6 vagas + atual campeã) | República Dominicana | 1º lugar do grupo A         | 14 de outubro de 2017                      | 8         | 6                      | 2014            | 5º lugar (2014)                                    |
| NORCECA (6 vagas + atual campeã) | Porto Rico           | 2º lugar do grupo A         | 14 de outubro de 2017                      | 7         | 5                      | 2014            | 10º lugar (2002)                                   |
| NORCECA (6 vagas + atual campeã) | Canadá               | 1º lugar do grupo B         | 29 de setembro de 2017                     | 9         | 3                      | 2014            | 11º lugar (1974 e 1982)                            |
| NORCECA (6 vagas + atual campeã) | Cuba                 | 2º lugar do grupo B         | 29 de setembro de 2017                     | 13        | 13                     | 2014            | Campeã (1978, 1994 e 1998)                         |
| NORCECA (6 vagas + atual campeã) | México               | 1º lugar do grupo C         | 14 de outubro de 2017                      | 8         | 2                      | 2014            | 10º lugar (1974)                                   |
| NORCECA (6 vagas + atual campeã) | Trinidad e Tobago    | 2º lugar do grupo C         | 14 de outubro de 2017                      | 1         | 1                      | –               | Estreante                                          |
| CAVB (2 vagas)                   | Camarões             | Campeão africano            | 13 de outubro de 2017                      | 3         | 2                      | 2014            | 21ª lugar (2006 e 2014)                            |
| CAVB (2 vagas)                   | Quênia               | Vice-campeão africano       | 13 de outubro de 2017                      | 6         | 1                      | 2010            | 13ª lugar (1994 e 1998)                            |

## Regulamento

### Composição dos grupos
Os times que compuseram as três primeiras posições de cada grupo foram distribuídos de acordo com o ranking da FIVB de agosto, exceto pelo grupo A, no qual a primeira posição foi ocupada pela seleção japonesa, anfitriã, independentemente do ranking. Assim foram distribuídas as doze primeiras equipes (entre parênteses está a posição de cada equipe no ranking):
Ao final do sorteio, realizado em Tóquio a 7 de dezembro de 2017, foram definidos os seguintes grupos:
| Linha | Grupo A           | Grupo B       | Grupo C                | Grupo D                  |
| ----- | ----------------- | ------------- | ---------------------- | ------------------------ |
| 1     | Japão (país sede) | China (1)     | Estados Unidos (2)     | Sérvia (3)               |
| 2     | Países Baixos (8) | Itália (7)    | Rússia (5)             | Brasil (4)               |
| 3     | Argentina (11)    | Turquia (12)  | Coreia do Sul (10)     | República Dominicana (9) |
| 4     | Alemanha (13)     | Bulgária (17) | Tailândia (16)         | Porto Rico (13)          |
| 5     | Camarões (18)     | Canadá (19)   | Azerbaijão (24)        | Cazaquistão (21)         |
| 6     | México (26)       | Cuba (25)     | Trinidad e Tobago (34) | Quênia (33)              |

### Fórmula de disputa
Na primeira fase, as equipes jogam umas contra as outras dentro de seu grupo em turno único. As quatro primeiras colocadas de cada grupo avançam à fase seguinte.
Na segunda fase, as classificadas dos grupos A e D compõem o grupo E, bem como as classificadas dos grupos B e C formam o grupo F. No grupo E, as classificadas do grupo A enfrentam as classificadas do grupo D uma única vez; de modo análogo, no grupo F, os classificados do grupo B enfrentam os do C. Os três primeiros colocados dos grupos E e F se classificam para a terceira fase.
Na última fase de grupos, as equipes são distribuídas em duas chaves com três times cada, de acordo com um sorteio, sendo que as primeiras colocadas dos grupos da fase anterior são as cabeças de chave. As equipes se enfrentam dentro de suas chaves em turno único e as duas primeiras colocadas de cada grupo se classificam às semifinais e as equipes terceiro colocadas jogam a disputa de quinto lugar. Nas três fases de grupos, um placar de 3–0 ou 3–1 assegura três pontos na classificação para a equipe vencedora e nenhum para a perdedora. No caso de um placar de 3–2, o time vencedor soma dois pontos e o derrotado, um.
As equipes semifinalistas se enfrentam em cruzamento olímpico; as vencedoras das semifinais disputam o título mundial e as derrotadas, a medalha de bronze.

## Primeira fase
- Todos os jogos no horário do Japão (UTC+9).

|  | Classificados para a segunda fase |

### Grupo A
- Local: Yokohama Arena, Yokohama

|     |               |     | Jogos | Jogos | Jogos | Resultados | Resultados | Resultados | Resultados | Resultados | Resultados | Sets | Sets | Sets  | Pontos | Pontos | Pontos |
| Pos | Equipe        | Pts | T     | V     | D     | 3–0        | 3–1        | 3–2        | 2–3        | 1–3        | 0–3        | V    | P    | R     | V      | P      | R      |
| --- | ------------- | --- | ----- | ----- | ----- | ---------- | ---------- | ---------- | ---------- | ---------- | ---------- | ---- | ---- | ----- | ------ | ------ | ------ |
| 1   | Países Baixos | 14  | 5     | 5     | 0     | 3          | 1          | 1          | 0          | 0          | 0          | 15   | 3    | 5,000 | 435    | 375    | 1.160  |
| 2   | Japão         | 13  | 5     | 4     | 1     | 4          | 0          | 0          | 1          | 0          | 0          | 14   | 3    | 4.667 | 417    | 309    | 1.350  |
| 3   | Alemanha      | 9   | 5     | 3     | 2     | 3          | 0          | 0          | 0          | 1          | 1          | 10   | 6    | 1.667 | 401    | 351    | 1.142  |
| 4   | México        | 3   | 5     | 1     | 4     | 1          | 0          | 0          | 0          | 1          | 3          | 4    | 12   | 0.333 | 312    | 383    | 0.815  |
| 5   | Argentina     | 3   | 5     | 1     | 4     | 1          | 0          | 0          | 0          | 0          | 4          | 3    | 12   | 0.250 | 308    | 363    | 0.848  |
| 6   | Camarões      | 3   | 5     | 1     | 4     | 0          | 1          | 0          | 0          | 0          | 4          | 3    | 13   | 0.231 | 294    | 386    | 0.762  |

| Data   | Hora  |               | Placar |               | Set 1 | Set 2 | Set 3 | Set 4 | Set 5 | Total   | Relatório |
| ------ | ----- | ------------- | ------ | ------------- | ----- | ----- | ----- | ----- | ----- | ------- | --------- |
| 29 set | 13:10 | México        | 1–3    | Camarões      | 25–17 | 23–25 | 16–25 | 21–25 |       | 85–92   | Relatório |
| 29 set | 16:00 | Alemanha      | 1–3    | Países Baixos | 25–22 | 21–25 | 22–25 | 30–32 |       | 98–104  | Relatório |
| 29 set | 19:20 | Argentina     | 0–3    | Japão         | 15–25 | 13–25 | 12–25 |       |       | 40–75   | Relatório |
| 30 set | 13:40 | Camarões      | 0–3    | Alemanha      | 14–25 | 10–25 | 16–25 |       |       | 40–75   | Relatório |
| 30 set | 16:10 | Argentina     | 0–3    | México        | 20–25 | 23–25 | 23–25 |       |       | 66–75   | Relatório |
| 30 set | 19:20 | Japão         | 2–3    | Países Baixos | 25–27 | 25–16 | 26–28 | 25–19 | 13–15 | 114–105 | Relatório |
| 1 out  | 13:40 | Alemanha      | 3–0    | Argentina     | 25–21 | 34–32 | 25–18 |       |       | 84–71   | Relatório |
| 1 out  | 16:10 | Países Baixos | 3–0    | Camarões      | 25–16 | 26–24 | 25–18 |       |       | 76–58   | Relatório |
| 1 out  | 19:20 | México        | 0–3    | Japão         | 15–25 | 15–25 | 15–25 |       |       | 45–75   | Relatório |
| 3 out  | 13:40 | Argentina     | 0–3    | Países Baixos | 17–25 | 17–25 | 22–25 |       |       | 56–75   | Relatório |
| 3 out  | 16:10 | México        | 0–3    | Alemanha      | 19–25 | 17–25 | 22–25 |       |       | 58–75   | Relatório |
| 3 out  | 19:20 | Japão         | 3–0    | Camarões      | 25–19 | 25–20 | 25–11 |       |       | 75–50   | Relatório |
| 4 out  | 13:40 | Países Baixos | 3–0    | México        | 25–19 | 25–14 | 25–16 |       |       | 75–49   | Relatório |
| 4 out  | 16:10 | Camarões      | 0–3    | Argentina     | 22–25 | 20–25 | 12–25 |       |       | 54–75   | Relatório |
| 4 out  | 19:20 | Alemanha      | 0–3    | Japão         | 25–27 | 20–25 | 24–26 |       |       | 69–78   | Relatório |

### Grupo B
- Local: Hokkaido Sports Center, Sapporo

|     |          |     | Jogos | Jogos | Jogos | Resultados | Resultados | Resultados | Resultados | Resultados | Resultados | Sets | Sets | Sets   | Pontos | Pontos | Pontos |
| Pos | Equipe   | Pts | T     | V     | D     | 3–0        | 3–1        | 3–2        | 2–3        | 1–3        | 0–3        | V    | P    | R      | V      | P      | R      |
| --- | -------- | --- | ----- | ----- | ----- | ---------- | ---------- | ---------- | ---------- | ---------- | ---------- | ---- | ---- | ------ | ------ | ------ | ------ |
| 1   | Itália   | 15  | 5     | 5     | 0     | 4          | 1          | 0          | 0          | 0          | 0          | 15   | 1    | 15,000 | 396    | 290    | 1.366  |
| 2   | China    | 12  | 5     | 4     | 1     | 3          | 1          | 0          | 0          | 1          | 0          | 13   | 4    | 3.250  | 407    | 342    | 1.190  |
| 3   | Turquia  | 9   | 5     | 3     | 2     | 2          | 1          | 0          | 0          | 0          | 2          | 9    | 7    | 1.286  | 364    | 309    | 1.178  |
| 4   | Bulgária | 6   | 5     | 2     | 3     | 1          | 1          | 0          | 0          | 1          | 2          | 7    | 10   | 0.700  | 361    | 383    | 0.943  |
| 5   | Canadá   | 3   | 5     | 1     | 4     | 0          | 1          | 0          | 0          | 1          | 3          | 4    | 13   | 0.308  | 332    | 401    | 0.828  |
| 6   | Cuba     | 0   | 5     | 0     | 5     | 0          | 0          | 0          | 0          | 2          | 3          | 2    | 15   | 0.133  | 279    | 414    | 0.674  |

| Data   | Hora  |          | Placar |          | Set 1 | Set 2 | Set 3 | Set 4 | Set 5 | Total  | Relatório |
| ------ | ----- | -------- | ------ | -------- | ----- | ----- | ----- | ----- | ----- | ------ | --------- |
| 29 set | 13:40 | Bulgária | 0–3    | Itália   | 15–25 | 19–25 | 22–25 |       |       | 56–75  | Relatório |
| 29 set | 16:10 | Turquia  | 3–0    | Canadá   | 25–18 | 25–13 | 25–15 |       |       | 75–46  | Relatório |
| 29 set | 19:20 | China    | 3–0    | Cuba     | 25–12 | 25–23 | 25–14 |       |       | 75–49  | Relatório |
| 30 set | 13:40 | Canadá   | 0–3    | Itália   | 15–25 | 15–25 | 18–25 |       |       | 48–75  | Relatório |
| 30 set | 16:10 | Cuba     | 0–3    | Bulgária | 10–25 | 20–25 | 14–25 |       |       | 44–75  | Relatório |
| 30 set | 19:20 | Turquia  | 0–3    | China    | 18–25 | 23–25 | 23–25 |       |       | 64–75  | Relatório |
| 2 out  | 13:40 | Itália   | 3–0    | Cuba     | 25–11 | 25–18 | 25–20 |       |       | 75–49  | Relatório |
| 2 out  | 16:10 | Bulgária | 0–3    | Turquia  | 17–25 | 23–25 | 12–25 |       |       | 52–75  | Relatório |
| 2 out  | 19:20 | China    | 3–0    | Canadá   | 25–21 | 25–21 | 25–13 |       |       | 75–55  | Relatório |
| 3 out  | 13:40 | Turquia  | 0–3    | Itália   | 19–25 | 21–25 | 12–25 |       |       | 52–75  | Relatório |
| 3 out  | 16:10 | Canadá   | 3–1    | Cuba     | 16–25 | 25–13 | 25–18 | 25–20 |       | 91–76  | Relatório |
| 3 out  | 19:20 | China    | 3–1    | Bulgária | 22–25 | 25–22 | 25–14 | 25–17 |       | 97–78  | Relatório |
| 4 out  | 13:40 | Bulgária | 3–1    | Canadá   | 23–25 | 27–25 | 25–21 | 25–21 |       | 100–92 | Relatório |
| 4 out  | 16:10 | Cuba     | 1–3    | Turquia  | 15–25 | 14–25 | 25–23 | 7–25  |       | 61–98  | Relatório |
| 4 out  | 19:20 | Itália   | 3–1    | China    | 20–25 | 26–24 | 25–16 | 25–20 |       | 96–85  | Relatório |

### Grupo C
- Local: Kobe Green Arena, Kobe

|     |                   |     | Jogos | Jogos | Jogos | Resultados | Resultados | Resultados | Resultados | Resultados | Resultados | Sets | Sets | Sets  | Pontos | Pontos | Pontos |
| Pos | Equipe            | Pts | T     | V     | D     | 3–0        | 3–1        | 3–2        | 2–3        | 1–3        | 0–3        | V    | P    | R     | V      | P      | R      |
| --- | ----------------- | --- | ----- | ----- | ----- | ---------- | ---------- | ---------- | ---------- | ---------- | ---------- | ---- | ---- | ----- | ------ | ------ | ------ |
| 1   | Estados Unidos    | 13  | 5     | 5     | 0     | 2          | 1          | 2          | 0          | 0          | 0          | 15   | 5    | 3,000 | 454    | 387    | 1.173  |
| 2   | Rússia            | 12  | 5     | 4     | 1     | 3          | 0          | 1          | 1          | 0          | 0          | 14   | 5    | 2.800 | 433    | 356    | 1.216  |
| 3   | Tailândia         | 10  | 5     | 3     | 2     | 0          | 2          | 1          | 2          | 0          | 0          | 13   | 10   | 1.300 | 471    | 467    | 1.009  |
| 4   | Azerbaijão        | 6   | 5     | 2     | 3     | 1          | 1          | 0          | 0          | 1          | 2          | 7    | 10   | 0.700 | 393    | 383    | 1.026  |
| 5   | Coreia do Sul     | 4   | 5     | 1     | 4     | 1          | 0          | 0          | 1          | 2          | 1          | 7    | 12   | 0.583 | 400    | 426    | 0.939  |
| 6   | Trinidad e Tobago | 0   | 5     | 0     | 5     | 0          | 0          | 0          | 0          | 1          | 4          | 1    | 15   | 0.067 | 271    | 403    | 0.672  |

| Data   | Hora  |                   | Placar |                   | Set 1 | Set 2 | Set 3 | Set 4 | Set 5 | Total  | Relatório |
| ------ | ----- | ----------------- | ------ | ----------------- | ----- | ----- | ----- | ----- | ----- | ------ | --------- |
| 29 set | 13:40 | Rússia            | 3–0    | Trinidad e Tobago | 25–21 | 25–11 | 25–12 |       |       | 75–44  | Relatório |
| 29 set | 16:10 | Azerbaijão        | 0–3    | Estados Unidos    | 27–29 | 21–25 | 21–25 |       |       | 69–79  | Relatório |
| 29 set | 19:20 | Coreia do Sul     | 2–3    | Tailândia         | 25–18 | 22–25 | 19–25 | 25–13 | 11–15 | 102–96 | Relatório |
| 30 set | 13:40 | Estados Unidos    | 3–0    | Trinidad e Tobago | 25–11 | 25–11 | 25–11 |       |       | 75–33  | Relatório |
| 30 set | 16:10 | Azerbaijão        | 3–1    | Coreia do Sul     | 25–18 | 25–18 | 23–25 | 25–18 |       | 98–79  | Relatório |
| 30 set | 19:20 | Tailândia         | 2–3    | Rússia            | 25–21 | 25–17 | 13–25 | 21–25 | 9–15  | 93–103 | Relatório |
| 2 out  | 13:40 | Rússia            | 3–0    | Azerbaijão        | 25–21 | 25–21 | 25–22 |       |       | 75–64  | Relatório |
| 2 out  | 16:10 | Trinidad e Tobago | 1–3    | Tailândia         | 17–25 | 17–25 | 25–23 | 11–25 |       | 70–98  | Relatório |
| 2 out  | 19:20 | Estados Unidos    | 3–1    | Coreia do Sul     | 19–25 | 25–21 | 25–21 | 25–18 |       | 94–85  | Relatório |
| 3 out  | 13:40 | Azerbaijão        | 3–0    | Trinidad e Tobago | 29–27 | 25–16 | 25–17 |       |       | 79–60  | Relatório |
| 3 out  | 16:10 | Coreia do Sul     | 0–3    | Rússia            | 23–25 | 20–25 | 15–25 |       |       | 58–75  | Relatório |
| 3 out  | 19:20 | Estados Unidos    | 3–2    | Tailândia         | 25–17 | 25–16 | 23–25 | 21–25 | 15–11 | 109–94 | Relatório |
| 4 out  | 13:40 | Trinidad e Tobago | 0–3    | Coreia do Sul     | 24–26 | 16–25 | 23–25 |       |       | 63–76  | Relatório |
| 4 out  | 16:10 | Tailândia         | 3–1    | Azerbaijão        | 25–22 | 15–25 | 25–19 | 25–17 |       | 90–83  | Relatório |
| 4 out  | 19:20 | Rússia            | 2–3    | Estados Unidos    | 25–19 | 20–25 | 24–26 | 25–12 | 11–15 | 105–97 | Relatório |

### Grupo D
- Local: Hamamatsu Arena, Hamamatsu

|     |                      |     | Jogos | Jogos | Jogos | Resultados | Resultados | Resultados | Resultados | Resultados | Resultados | Sets | Sets | Sets  | Pontos | Pontos | Pontos |
| Pos | Equipe               | Pts | T     | V     | D     | 3–0        | 3–1        | 3–2        | 2–3        | 1–3        | 0–3        | V    | P    | R     | V      | P      | R      |
| --- | -------------------- | --- | ----- | ----- | ----- | ---------- | ---------- | ---------- | ---------- | ---------- | ---------- | ---- | ---- | ----- | ------ | ------ | ------ |
| 1   | Sérvia               | 15  | 5     | 5     | 0     | 5          | 0          | 0          | 0          | 0          | 0          | 15   | 0    | MAX   | 377    | 262    | 1.439  |
| 2   | Brasil               | 12  | 5     | 4     | 1     | 4          | 0          | 0          | 0          | 0          | 1          | 12   | 3    | 4,000 | 360    | 259    | 1.390  |
| 3   | República Dominicana | 9   | 5     | 3     | 2     | 3          | 0          | 0          | 0          | 0          | 2          | 9    | 6    | 1.500 | 341    | 292    | 1.168  |
| 4   | Porto Rico           | 6   | 5     | 2     | 3     | 2          | 0          | 0          | 0          | 0          | 3          | 6    | 9    | 0.667 | 318    | 344    | 0.924  |
| 5   | Quênia               | 3   | 5     | 1     | 4     | 1          | 0          | 0          | 0          | 0          | 4          | 3    | 12   | 0.250 | 231    | 366    | 0.631  |
| 6   | Cazaquistão          | 0   | 5     | 0     | 5     | 0          | 0          | 0          | 0          | 0          | 5          | 0    | 15   | 0,000 | 271    | 375    | 0.723  |

| Data   | Hora  |                      | Placar |                      | Set 1 | Set 2 | Set 3 | Set 4 | Set 5 | Total | Relatório |
| ------ | ----- | -------------------- | ------ | -------------------- | ----- | ----- | ----- | ----- | ----- | ----- | --------- |
| 29 set | 13:40 | Porto Rico           | 0–3    | Brasil               | 25–27 | 12–25 | 7–25  |       |       | 44–77 | Relatório |
| 29 set | 16:10 | República Dominicana | 0–3    | Sérvia               | 17–25 | 20–25 | 22–25 |       |       | 59–75 | Relatório |
| 29 set | 19:20 | Cazaquistão          | 0–3    | Quênia               | 23–25 | 22–25 | 21–25 |       |       | 66–75 | Relatório |
| 30 set | 13:40 | Brasil               | 3–0    | República Dominicana | 25–15 | 25–20 | 25–22 |       |       | 75–57 | Relatório |
| 30 set | 16:10 | Cazaquistão          | 0–3    | Porto Rico           | 21–25 | 15–25 | 22–25 |       |       | 58–75 | Relatório |
| 30 set | 19:20 | Quênia               | 0–3    | Sérvia               | 16–25 | 9–25  | 8–25  |       |       | 33–75 | Relatório |
| 1 out  | 13:40 | República Dominicana | 3–0    | Cazaquistão          | 25–22 | 25–15 | 25–19 |       |       | 75–56 | Relatório |
| 1 out  | 16:10 | Porto Rico           | 3–0    | Quênia               | 25–20 | 25–22 | 25–15 |       |       | 75–57 | Relatório |
| 1 out  | 19:20 | Sérvia               | 3–0    | Brasil               | 25–21 | 25–18 | 25–19 |       |       | 75–58 | Relatório |
| 3 out  | 13:40 | Porto Rico           | 0–3    | República Dominicana | 22–25 | 17–25 | 20–25 |       |       | 59–75 | Relatório |
| 3 out  | 16:10 | Cazaquistão          | 0–3    | Sérvia               | 18–25 | 16–25 | 13–25 |       |       | 47–75 | Relatório |
| 3 out  | 19:20 | Quênia               | 0–3    | Brasil               | 13–25 | 10–25 | 16–25 |       |       | 39–75 | Relatório |
| 4 out  | 13:40 | Sérvia               | 3–0    | Porto Rico           | 25–23 | 25–17 | 27–25 |       |       | 77–65 | Relatório |
| 4 out  | 16:10 | República Dominicana | 3–0    | Quênia               | 25–5  | 25–7  | 25–15 |       |       | 75–27 | Relatório |
| 4 out  | 19:20 | Brasil               | 3–0    | Cazaquistão          | 25–11 | 25–20 | 25–13 |       |       | 75–44 | Relatório |

## Segunda fase
- Todos os jogos no horário do Japão (UTC+9).

|  | Classificados para a terceira fase |

### Grupo E
- Local: Nippon Gaishi Hall, Nagoia

|     |                      |     | Jogos | Jogos | Jogos | Resultados | Resultados | Resultados | Resultados | Resultados | Resultados | Sets | Sets | Sets  | Pontos | Pontos | Pontos |
| Pos | Equipe               | Pts | T     | V     | D     | 3–0        | 3–1        | 3–2        | 2–3        | 1–3        | 0–3        | V    | P    | R     | V      | P      | R      |
| --- | -------------------- | --- | ----- | ----- | ----- | ---------- | ---------- | ---------- | ---------- | ---------- | ---------- | ---- | ---- | ----- | ------ | ------ | ------ |
| 1   | Países Baixos        | 24  | 9     | 8     | 1     | 6          | 1          | 1          | 1          | 0          | 0          | 26   | 6    | 4.333 | 756    | 634    | 1.192  |
| 2   | Japão                | 22  | 9     | 7     | 2     | 5          | 1          | 1          | 2          | 0          | 0          | 25   | 9    | 2.778 | 805    | 670    | 1.201  |
| 3   | Sérvia               | 21  | 9     | 7     | 2     | 7          | 0          | 0          | 0          | 1          | 1          | 22   | 6    | 3.667 | 669    | 532    | 1.258  |
| 4   | Brasil               | 20  | 9     | 7     | 2     | 4          | 1          | 2          | 1          | 0          | 1          | 23   | 11   | 2.091 | 790    | 650    | 1.215  |
| 5   | República Dominicana | 16  | 9     | 5     | 4     | 5          | 0          | 0          | 1          | 0          | 3          | 17   | 12   | 1.417 | 646    | 576    | 1.122  |
| 6   | Alemanha             | 14  | 9     | 5     | 4     | 3          | 1          | 1          | 0          | 1          | 3          | 16   | 15   | 1.067 | 714    | 714    | 1,000  |
| 7   | Porto Rico           | 9   | 9     | 3     | 6     | 2          | 1          | 0          | 0          | 1          | 5          | 10   | 19   | 0.526 | 615    | 678    | 0.907  |
| 8   | México               | 3   | 9     | 1     | 8     | 1          | 0          | 0          | 0          | 3          | 5          | 6    | 24   | 0.250 | 569    | 724    | 0.786  |

| Data   | Hora  |               | Placar |                      | Set 1 | Set 2 | Set 3 | Set 4 | Set 5 | Total   | Relatório |
| ------ | ----- | ------------- | ------ | -------------------- | ----- | ----- | ----- | ----- | ----- | ------- | --------- |
| 7 out  | 10:40 | México        | 0–3    | Sérvia               | 19–25 | 17–25 | 15–25 |       |       | 51–75   | Relatório |
| 7 out  | 13:25 | Alemanha      | 3–2    | Brasil               | 14–25 | 19–25 | 32–30 | 25–19 | 17–15 | 107–114 | Relatório |
| 7 out  | 16:35 | Países Baixos | 3–0    | Porto Rico           | 25–16 | 25–15 | 25–20 |       |       | 75–51   | Relatório |
| 7 out  | 19:20 | Japão         | 3–2    | República Dominicana | 25–17 | 28–26 | 22–25 | 25–27 | 15–11 | 115–106 | Relatório |
| 8 out  | 10:40 | Alemanha      | 0–3    | Sérvia               | 14–25 | 20–25 | 20–25 |       |       | 54–75   | Relatório |
| 8 out  | 13:25 | México        | 1–3    | Brasil               | 25–23 | 23–25 | 13–25 | 19–25 |       | 80–98   | Relatório |
| 8 out  | 16:10 | Países Baixos | 3–0    | República Dominicana | 25–19 | 25–16 | 25–14 |       |       | 75–49   | Relatório |
| 8 out  | 19:20 | Japão         | 3–0    | Porto Rico           | 25–22 | 25–14 | 25–18 |       |       | 75–54   | Relatório |
| 10 out | 10:40 | México        | 0–3    | República Dominicana | 13–25 | 18–25 | 15–25 |       |       | 46–75   | Relatório |
| 10 out | 13:25 | Países Baixos | 2–3    | Brasil               | 25–21 | 18–25 | 27–25 | 19–25 | 7–15  | 96–111  | Relatório |
| 10 out | 16:35 | Alemanha      | 3–1    | Porto Rico           | 25–23 | 25–27 | 29–27 | 25–22 |       | 104–99  | Relatório |
| 10 out | 19:30 | Japão         | 3–1    | Sérvia               | 15–25 | 25–23 | 25–23 | 25–23 |       | 90–94   | Relatório |
| 11 out | 10:40 | México        | 1–3    | Porto Rico           | 17–25 | 19–25 | 25–18 | 19–25 |       | 80–93   | Relatório |
| 11 out | 13:25 | Alemanha      | 0–3    | República Dominicana | 12–25 | 19–25 | 17–25 |       |       | 48–75   | Relatório |
| 11 out | 16:10 | Países Baixos | 3–0    | Sérvia               | 25–16 | 25–12 | 25–20 |       |       | 75–48   | Relatório |
| 11 out | 19:20 | Japão         | 2–3    | Brasil               | 25–23 | 25–16 | 26–28 | 21–25 | 11–15 | 108–107 | Relatório |

### Grupo F
- Local: Osaka Municipal Central Gymnasium, Osaka

|     |                |     | Jogos | Jogos | Jogos | Resultados | Resultados | Resultados | Resultados | Resultados | Resultados | Sets | Sets | Sets  | Pontos | Pontos | Pontos |
| Pos | Equipe         | Pts | T     | V     | D     | 3–0        | 3–1        | 3–2        | 2–3        | 1–3        | 0–3        | V    | P    | R     | V      | P      | R      |
| --- | -------------- | --- | ----- | ----- | ----- | ---------- | ---------- | ---------- | ---------- | ---------- | ---------- | ---- | ---- | ----- | ------ | ------ | ------ |
| 1   | Itália         | 27  | 9     | 9     | 0     | 6          | 3          | 0          | 0          | 0          | 0          | 27   | 3    | 9,000 | 738    | 538    | 1.372  |
| 2   | China          | 24  | 9     | 8     | 1     | 6          | 2          | 0          | 0          | 1          | 0          | 25   | 5    | 5,000 | 732    | 605    | 1.210  |
| 3   | Estados Unidos | 19  | 9     | 7     | 2     | 4          | 1          | 2          | 0          | 1          | 1          | 22   | 11   | 2,000 | 743    | 658    | 1.129  |
| 4   | Rússia         | 18  | 9     | 6     | 3     | 4          | 1          | 1          | 1          | 2          | 0          | 22   | 12   | 1.833 | 776    | 682    | 1.138  |
| 5   | Turquia        | 15  | 9     | 5     | 4     | 2          | 3          | 0          | 0          | 0          | 4          | 15   | 15   | 1,000 | 663    | 633    | 1.047  |
| 6   | Bulgária       | 11  | 9     | 4     | 5     | 2          | 1          | 1          | 0          | 2          | 3          | 14   | 18   | 0.778 | 674    | 722    | 0.934  |
| 7   | Tailândia      | 11  | 9     | 3     | 6     | 0          | 2          | 1          | 3          | 1          | 2          | 16   | 22   | 0.727 | 776    | 826    | 0.939  |
| 8   | Azerbaijão     | 6   | 9     | 2     | 7     | 1          | 1          | 0          | 0          | 2          | 5          | 8    | 22   | 0.364 | 630    | 706    | 0.892  |

| Data   | Hora  |          | Placar |                | Set 1 | Set 2 | Set 3 | Set 4 | Set 5 | Total   | Relatório |
| ------ | ----- | -------- | ------ | -------------- | ----- | ----- | ----- | ----- | ----- | ------- | --------- |
| 7 out  | 10:40 | Turquia  | 0–3    | Rússia         | 15–25 | 17–25 | 16–25 |       |       | 48–75   | Relatório |
| 7 out  | 13:25 | Bulgária | 0–3    | Estados Unidos | 16–25 | 17–25 | 11–25 |       |       | 44–75   | Relatório |
| 7 out  | 16:10 | Itália   | 3–0    | Azerbaijão     | 25–12 | 25–19 | 25–10 |       |       | 75–41   | Relatório |
| 7 out  | 19:20 | China    | 3–0    | Tailândia      | 28–26 | 25–20 | 25–23 |       |       | 78–69   | Relatório |
| 8 out  | 10:40 | Bulgária | 1–3    | Rússia         | 21–25 | 20–25 | 25–23 | 19–25 |       | 85–98   | Relatório |
| 8 out  | 13:25 | Turquia  | 0–3    | Estados Unidos | 21–25 | 17–25 | 18–25 |       |       | 56–75   | Relatório |
| 8 out  | 16:10 | China    | 3–0    | Azerbaijão     | 25–17 | 25–16 | 25–17 |       |       | 75–50   | Relatório |
| 8 out  | 19:20 | Itália   | 3–0    | Tailândia      | 25–15 | 25–12 | 25–15 |       |       | 75–42   | Relatório |
| 10 out | 10:40 | Turquia  | 3–1    | Azerbaijão     | 26–24 | 25–17 | 22–25 | 25–21 |       | 98–87   | Relatório |
| 10 out | 13:25 | Bulgária | 3–2    | Tailândia      | 25–18 | 22–25 | 18–25 | 25–22 | 19–17 | 109–107 | Relatório |
| 10 out | 16:10 | Itália   | 3–1    | Rússia         | 22–25 | 25–20 | 25–18 | 25–22 |       | 97–85   | Relatório |
| 10 out | 19:20 | China    | 3–0    | Estados Unidos | 25–17 | 26–24 | 25–18 |       |       | 76–59   | Relatório |
| 11 out | 10:40 | Bulgária | 3–0    | Azerbaijão     | 25–19 | 25–20 | 25–20 |       |       | 75–59   | Relatório |
| 11 out | 13:25 | Turquia  | 3–1    | Tailândia      | 22–25 | 25–20 | 25–22 | 25–20 |       | 97–87   | Relatório |
| 11 out | 16:10 | Itália   | 3–1    | Estados Unidos | 25–16 | 25–23 | 20–25 | 25–16 |       | 95–80   | Relatório |
| 11 out | 19:20 | China    | 3–1    | Rússia         | 25–22 | 21–25 | 25–23 | 25–15 |       | 96–85   | Relatório |

## Terceira fase
- Todos os jogos no horário do Japão (UTC+9).
- Local: Nippon Gaishi Hall, Nagoia

|  | Classificados à fase final |

### Grupo G
|     |        |     | Jogos | Jogos | Jogos | Resultados | Resultados | Resultados | Resultados | Resultados | Resultados | Sets | Sets | Sets  | Pontos | Pontos | Pontos |
| Pos | Equipe | Pts | T     | V     | D     | 3–0        | 3–1        | 3–2        | 2–3        | 1–3        | 0–3        | V    | P    | R     | V      | P      | R      |
| --- | ------ | --- | ----- | ----- | ----- | ---------- | ---------- | ---------- | ---------- | ---------- | ---------- | ---- | ---- | ----- | ------ | ------ | ------ |
| 1   | Sérvia | 6   | 2     | 2     | 0     | 1          | 1          | 0          | 0          | 0          | 0          | 6    | 1    | 6,000 | 173    | 148    | 1.169  |
| 2   | Itália | 2   | 2     | 1     | 1     | 0          | 0          | 1          | 0          | 1          | 0          | 4    | 5    | 0.800 | 194    | 202    | 0.960  |
| 3   | Japão  | 1   | 2     | 0     | 2     | 0          | 0          | 0          | 1          | 0          | 1          | 2    | 6    | 0.333 | 164    | 181    | 0.906  |

| Data   | Hora  |        | Placar |        | Set 1 | Set 2 | Set 3 | Set 4 | Set 5 | Total   | Relatório |
| ------ | ----- | ------ | ------ | ------ | ----- | ----- | ----- | ----- | ----- | ------- | --------- |
| 14 out | 19:20 | Japão  | 0–3    | Sérvia | 19–25 | 18–25 | 23–25 |       |       | 60–75   | Relatório |
| 15 out | 19:20 | Itália | 3–2    | Japão  | 25–20 | 22–25 | 25–21 | 19–25 | 15–13 | 106–104 | Relatório |
| 16 out | 16:10 | Itália | 1–3    | Sérvia | 21–25 | 19–25 | 25–23 | 23–25 |       | 88–98   | Relatório |

### Grupo H
|     |                |     | Jogos | Jogos | Jogos | Resultados | Resultados | Resultados | Resultados | Resultados | Resultados | Sets | Sets | Sets  | Pontos | Pontos | Pontos |
| Pos | Equipe         | Pts | T     | V     | D     | 3–0        | 3–1        | 3–2        | 2–3        | 1–3        | 0–3        | V    | P    | R     | V      | P      | R      |
| --- | -------------- | --- | ----- | ----- | ----- | ---------- | ---------- | ---------- | ---------- | ---------- | ---------- | ---- | ---- | ----- | ------ | ------ | ------ |
| 1   | China          | 5   | 2     | 2     | 0     | 0          | 1          | 1          | 0          | 0          | 0          | 6    | 3    | 2,000 | 202    | 177    | 1.141  |
| 2   | Países Baixos  | 2   | 2     | 1     | 1     | 0          | 0          | 1          | 0          | 1          | 0          | 4    | 5    | 0.800 | 183    | 201    | 0.910  |
| 3   | Estados Unidos | 2   | 2     | 0     | 2     | 0          | 0          | 0          | 2          | 0          | 0          | 4    | 6    | 0.667 | 207    | 214    | 0.967  |

| Data   | Hora  |               | Placar |                | Set 1 | Set 2 | Set 3 | Set 4 | Set 5 | Total   | Relatório |
| ------ | ----- | ------------- | ------ | -------------- | ----- | ----- | ----- | ----- | ----- | ------- | --------- |
| 14 out | 16:10 | China         | 3–2    | Estados Unidos | 25–22 | 19–25 | 20–25 | 25–23 | 15–9  | 104–104 | Relatório |
| 15 out | 16:10 | Países Baixos | 3–2    | Estados Unidos | 30–32 | 15–25 | 25–22 | 25–15 | 15–9  | 110–103 | Relatório |
| 16 out | 19:20 | Países Baixos | 1–3    | China          | 25–23 | 13–25 | 18–25 | 17–25 |       | 73–98   | Relatório |

## Fase final
- Todos os jogos no horário do Japão (UTC+9).
- Local: Yokohama Arena, Yokohama

|  | Semifinais    | Semifinais    |   |               | Final          | Final |  |
|  |               |               |   |               |                |       |  |
|  | 19 de outubro |               |   |               |                |       |  |
|  | Sérvia        | 3             |   |               |                |       |  |
|  | Países Baixos | 1             |   |               |                |       |  |
|  |               |               |   |               |                |       |  |
|  |               |               |   |               | 20 de outubro  |       |  |
|  |               |               |   |               | Sérvia         | 3     |  |
|  |               | Itália        | 2 |               |                |       |  |
|  |               |               |   |               |                |       |  |
|  |               |               |   |               |                |       |  |
|  |               |               |   |               | Terceiro lugar |       |  |
|  | 19 de outubro | 19 de outubro |   | 20 de outubro | 20 de outubro  |       |  |
|  | China         | 2             |   | Países Baixos | 0              |       |  |
|  | Itália        | 3             |   |               | China          | 3     |  |

### Semifinais
| Data   | Hora  |        | Placar |               | Set 1 | Set 2 | Set 3 | Set 4 | Set 5 | Total   | Relatório |
| ------ | ----- | ------ | ------ | ------------- | ----- | ----- | ----- | ----- | ----- | ------- | --------- |
| 19 out | 13:40 | Sérvia | 3–1    | Países Baixos | 25–22 | 26–28 | 25–19 | 25–23 |       | 101–92  | Relatório |
| 19 out | 16:30 | China  | 2–3    | Itália        | 18–25 | 25–21 | 16–25 | 31–29 | 15–17 | 105–117 | Relatório |

### Quinto lugar
| Data   | Hora  |       | Placar |                | Set 1 | Set 2 | Set 3 | Set 4 | Set 5 | Total | Relatório |
| ------ | ----- | ----- | ------ | -------------- | ----- | ----- | ----- | ----- | ----- | ----- | --------- |
| 19 out | 19:35 | Japão | 1–3    | Estados Unidos | 23–25 | 16–25 | 25–23 | 23–25 |       | 87–98 | Relatório |

### Terceiro lugar
| Data   | Hora  |               | Placar |       | Set 1 | Set 2 | Set 3 | Set 4 | Set 5 | Total | Relatório |
| ------ | ----- | ------------- | ------ | ----- | ----- | ----- | ----- | ----- | ----- | ----- | --------- |
| 20 out | 17:20 | Países Baixos | 0–3    | China | 22–25 | 19–25 | 14–25 |       |       | 55–75 | Relatório |

### Final
| Data   | Hora  |        | Placar |        | Set 1 | Set 2 | Set 3 | Set 4 | Set 5 | Total  | Relatório |
| ------ | ----- | ------ | ------ | ------ | ----- | ----- | ----- | ----- | ----- | ------ | --------- |
| 20 out | 19:40 | Sérvia | 3–2    | Itália | 21–25 | 25–14 | 23–25 | 25–19 | 15–12 | 109–95 | Relatório |

## Classificação final
| Campeão | Vice-campeão | Terceiro lugar |
| Sérvia Bianka Buša · Bojana Živković · Tijana Malešević · Brankica Mihajlović · Maja Ognjenovic · Stefana Veljković · Teodora Pušić · Ana Bjelica · Maja Aleksić · Jovana Stevanović · Milena Rašić · Silvija Popović · Tijana Bošković · Bojana Milenković | Itália Serena Ortolani · Carlotta Cambi · Ofelia Malinov · Monica De Gennaro · Sylvia Nwakalor · Cristina Chirichella · Anna Danesi · Sarah Fahr · Elena Pietrini · Marina Lubian · Lucia Bosetti · Miriam Sylla · Paola Egonu · Beatrice Parrocchiale | China Yuan Xinyue · Zhu Ting · Yang Hanyu · Hu Mingyuan · Gong Xiangyu · Zeng Chunlei · Zhang Changning · Liu Xiaotong · Yao Di · Li Yingying · Lin Li · Ding Xia · Yan Ni · Wang Mengjie |

| 4  | Países Baixos        |
| 5  | Estados Unidos       |
| 6  | Japão                |
| 7  | Brasil               |
| 8  | Rússia               |
| 9  | República Dominicana |
| 10 | Turquia              |
| 11 | Alemanha             |
| 12 | Bulgária             |
| 13 | Tailândia            |
| 14 | Porto Rico           |
| 15 | Azerbaijão           |
| 16 | México               |
| 17 | Coreia do Sul        |
| 18 | Canadá               |
| 19 | Argentina            |
| 20 | Quênia               |
| 21 | Camarões             |
| 22 | Cuba                 |
| 23 | Trinidad e Tobago    |
| 24 | Cazaquistão          |

## Prêmios individuais
A seleção do campeonato foi composta pelas seguintes jogadoras:
- MVP (Most Valuable Player):  Tijana Bošković